# XIe législature du Parlement des Canaries
La XIe législature du Parlement des Canaries est un cycle parlementaire du Parlement des Canaries, d'une durée initiale de quatre ans, ouvert le 27 juin 2023 à la suite des élections du 28 mai précédent.

## Bureau
Le bureau du Parlement des Canaries rassemble le président, deux vice-présidents et deux secrétaires. Le président est élu à la majorité absolue des députés au premier tour, à la majorité simple au second entre les deux candidats ayant recueilli le plus grand nombre de suffrages lors du premier vote. Les vice-présidents et secrétaires sont élus à la majorité simple : les deux candidats qui obtiennent le plus grand nombre de voix sont proclamés élus. Le règlement prévoit que les partis majoritaires doivent être représentés au bureau et que ce dernier doit respecter le principe de parité entre les femmes et les hommes. Pour cela, une fois le vote des vice-présidences et des secrétariats réalisés, il est vérifié que le principe est respecté. Dans le cas contraire, ces deux votes sont répétés jusqu'à ce que le principe soit respecté. Par ailleurs, aucun parti politique ne peut disposer de plus de deux sièges au bureau, excepté s'il dispose de la majorité absolue au Parlement, auquel cas il peut disposer de trois sièges au plus au bureau. Ne peut être élu au bureau aucun député membre d'une candidature qui ne dispose pas du nombre réglementaire suffisant pour former un groupe parlementaire propre.
| Poste                    | Titulaire          | Parti | Parti | Circonscription |
| ------------------------ | ------------------ | ----- | ----- | --------------- |
| Présidente               | Astrid Pérez       |       | PP    | Lanzarote       |
| Première vice-présidente | Ana Oramas         |       | CC    | Tenerife        |
| Second vice-président    | Gustavo Matos      |       | PSOE  | Tenerife        |
| Premier secrétaire       | Mario Cabrera      |       | CC    | Fuerteventura   |
| Seconde secrétaire       | Patricia Hernández |       | PSOE  | Tenerife        |

## Groupes parlementaires
Le règlement du Parlement des Canaries dispose que les députés issus d'une même candidature ont le droit de former un groupe parlementaire, à condition qu'il compte au moins 3 membres. Les députés appartenant à un même parti ne peuvent former de groupes parlementaires séparés. Les députés ne peuvent intégrer que le groupe parlementaire du parti politique pour lequel ils ont concouru aux élections. Les députés des candidatures qui n'ont pas atteint ce seuil sont intégrés au groupe mixte. Dans ce cas, il est possible à ces députés de s'associer à un groupe parlementaire déjà constitué. En cas d'association, l'effectif du groupe parlementaire de rattachement est augmenté du nombre de députés associés. Le député qui met fin à son association devient membre du groupe mixte jusqu'à la fin de la législature, sauf s'il quitte volontairement ou est expulsé du parti pour lequel il a concouru aux élections, auquel cas il est considéré comme transfuge et devient député non-inscrit. Si, au cours de la législature, l'effectif d'un groupe devient inférieur au seuil requis pour sa création, celui-ci est alors dissous et ses membres intègrent le groupe mixte.
| Nom | Nom                                    | Début | Fin | Président                                    | Porte-parole         |
| --- | -------------------------------------- | ----- | --- | -------------------------------------------- | -------------------- |
|     | Groupe socialiste canarien             | 23    |     | Ángel Víctor Torres Nira Fierro (15/12/2023) | Sebastián Franquis   |
|     | Groupe nationaliste canarien           | 19    |     | David Toledo                                 | José Miguel Barragán |
|     | Groupe populaire                       | 15    |     | Juan Manuel García (12/07/2023)              | Luz Reverón          |
|     | Groupe Nueva Canarias-Bloque Canarista | 5     |     | Carmen Hernández                             | Luis Campos          |
|     | Groupe Vox                             | 4     |     | Paula Jover                                  | Nicasio Galván       |
|     | Groupe Groupement socialiste gomérien  | 3     |     | Melodie Mendoza                              | Casimiro Curbelo     |
|     | Groupe mixte (AHI)                     | 1     |     | —                                            | Raúl Acosta          |

## Commissions parlementaires
| Commission                                                                              | Président                     | Parti | Parti | Circonscription |
| --------------------------------------------------------------------------------------- | ----------------------------- | ----- | ----- | --------------- |
| Commissions permanentes législatives                                                    |                               |       |       |                 |
| Commission du Gouvernement, du Développement autonomique et de la Justice               | Socorro Beato                 | CC    |       | Tenerife        |
| Commission de l'Éducation, de la Formation professionnelle et des Sports                | Rosa Viera                    | PP    |       | Grande Canarie  |
| Commission de l'Éducation, de la Formation professionnelle et des Sports                | À venir                       | PP    |       |                 |
| Commission du Budget et des Finances                                                    | Nira Fierro                   | PSOE  |       | Tenerife        |
| Commission du Tourisme et de l'Emploi                                                   | Pedro Suárez                  | PP    |       | Tenerife        |
| Commission du Tourisme et de l'Emploi                                                   | Jennifer Curbelo (22/09/2023) | PP    |       | Tenerife        |
| Commission de l'Agriculture, de l'Élevage et de la Pêche                                | Rosa Cabrera                  | PSOE  |       | Fuerteventura   |
| Commission des Travaux publics, aux Transports et au Logement                           | Jana González                 | CC    |       | Fuerteventura   |
| Commission de la Transition écologique                                                  | Casimiro Curbelo              | ASG   |       | La Gomera       |
| Commission de la Transition écologique                                                  | Jesús Ramos (09/02/2024)      | ASG   |       | La Gomera       |
| Commission de la Politique territoriale                                                 | Diana Lorenzo                 | CC    |       | La Palma        |
| Commission des Droits sociaux, de l'Égalité, de la Diversité et de la Jeunesse          | Yonathan Martín               | CC    |       | Tenerife        |
| Commission de la Santé                                                                  | David Toledo                  | CC    |       | Lanzarote       |
| Commission de l'Économie, de l'Industrie et du Commerce                                 | Luz Reverón                   | PP    |       | Tenerife        |
| Commission du Handicap                                                                  | Ana Oramas                    | CC    |       | Tenerife        |
| Commission de l'Enseignement supérieur, de la Science, de l'Innovation et de la Culture | Elena Máñez                   | PSOE  |       | Grande Canarie  |
| Commissions permanentes non-législatives                                                |                               |       |       |                 |
| Commission du Règlement                                                                 | Astrid Pérez                  | PP    |       | Lanzarote       |
| Commission du Statut des membres du Parlement et des Pétitions                          | Miguel Ángel Pérez            | PSOE  |       | Grande Canarie  |
| Commission du Statut des membres du Parlement et des Pétitions                          | Marcos Hernández (02/10/2023) | PSOE  |       | Lanzarote       |
| Commission générale des cabildos insulaires                                             | Astrid Pérez                  | PP    |       | Lanzarote       |
| Commission des Affaires européennes et de l'Action extérieure                           | Alicia Vanoostende            | PSOE  |       | La Palma        |
| Commission du Contrôle de la radiotélévision canarienne                                 | Jonathan de Felipe            | CC    |       | La Palma        |
| Commission des Relations avec l'Audience des comptes des Canaries                       | Carlos Ester                  | PP    |       | Grande Canarie  |

## Gouvernement et opposition
| Candidat              | Date                                       | Vote       |      |    |    |    |     |     |     | Résultat |
| Candidat              | Date                                       | Vote       | PSOE | CC | PP | NC | Vox | ASG | AHI | Résultat |
| Fernando Clavijo (CC) | 12 juillet 2023 (majorité absolue requise) | Oui        |      | 19 | 15 |    |     | 3   | 1   | 38 / 70  |
| Fernando Clavijo (CC) | 12 juillet 2023 (majorité absolue requise) | Non        | 23   |    |    | 5  | 4   |     |     | 32 / 70  |
| Fernando Clavijo (CC) | 12 juillet 2023 (majorité absolue requise) | Abstention |      |    |    |    |     |     |     | 0 / 70   |

## Désignations

### Sénateurs
| Parti | Parti | Sénateurs désignés               | Voix |
| ----- | ----- | -------------------------------- | ---- |
| PSOE  |       | José Antonio Valbuena Alonso     | 25   |
| CC    |       | Pedro Manuel San Ginés Gutiérrez | 20   |
| PP    |       | María Australia Navarro de Paz   | 15   |

- Désignation : 25 juillet 2023.
- Australia Navarro (PP) est remplacée le 12 juin 2024 par Rosa Faustina Viera Fernández avec 56 voix favorables.